# Aneurisma da aorta
O aneurisma de aorta é uma dilatação de um segmento desse vaso sanguíneo. A aorta é a principal artéria do corpo. Ela se origina no ventrículo esquerdo do coração, atravessa o tórax e o abdômen, dando origem às demais artérias (ramos) que levam o sangue aos diversos os segmentos do corpo. A porção da aorta que fica dentro do tórax é chamada de aorta torácica; após atravessar o músculo diafragma, passa a ser chamada de aorta abdominal.

## Aneurisma de aorta abdominal

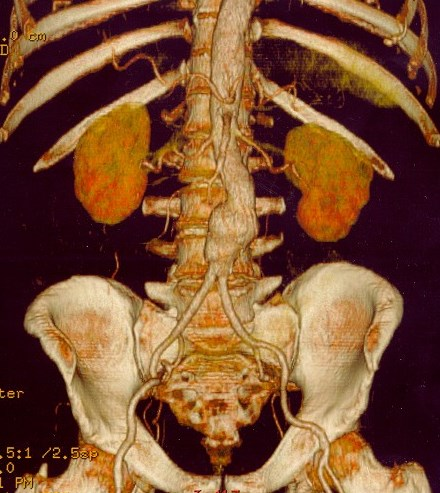
Aneurisma da aorta abdominal, mostrado na tomografia computadorizada.

O aneurisma da aorta abdominal corresponde à dilatação da porção abdominal da artéria aorta. Ocorre mais frequentemente em homens, tabagista e hipertensos.
Este tipo de aneurisma geralmente não causa nenhum sintoma. Alguns indivíduos muito magros podem perceber que existe uma massa pulsátil no abdômen. Os médicos detectam essa pulsação com mais frequência.
Sua principal e mais grave complicação é a ruptura com extravasamento de sangue para dentro da cavidade abdominal.
O primeiro sintoma de um aneurisma da aorta pode surgir apenas na sua ruptura. O paciente pode sentir dor no abdome ou na região lombar alguns minutos ou horas antes do evento fatal. Isso faz com que o aneurisma da aorta seja considerado uma doença silenciosa, e é importante que se faça o diagnóstico quando ainda não há sintomas.
O diagnóstico do aneurisma da aorta abdominal é feito com ultra-sonografia do abdome, tomografia computadorizada ou ressonância magnética.
O aneurisma da aorta abdominal pode ser tratado por cirurgia em casos selecionados.

## Aneurisma da aorta torácica
Pode ser espontâneo ou traumático. Como é uma artéria de grande calibre, com volumoso fluxo sanguíneo, se não for tratado cirurgicamente a tempo o paciente morre por hipotensão arterial e choque hipovolêmico. É tratado pelo cirurgião cardíaco ou pelo cirurgião vascular, conforme a localização do aneurisma. Pode ser operado por incisão no tórax, ou por cateteres (técnica endovascular).